# Stenomacra marginella
Stenomacra marginella, conocida popularmente como willi, chinche roja, brujita, coge-coge o cogelones, es una especie de insectos de la familia Largidae. Se distribuye desde Estados Unidos hasta en el norte de América del Sur en Brasil. Es común en parques urbanos; sin embargo, ha sido poco estudiada. Es la única especie de este género registrada en México. Se alimenta de la savia de las plantas.

## Descripción
Sus huevos son ovalados, de color amarillento de 1.21 mm de largo por 0.71 mm de ancho. Al madurar el embrión cambian a color rosado o rojo. Se encuentran en grupos de varias docenas. Pasa por cinco estadios (ninfas) antes de llegar a adulto. Los adultos, de 11 mm tienen mucha variabilidad en su coloración, que va de negro a pardo, con amarillo, naranja o rojo.